# أرتور باريو
أرتور باريو (بالبرتغالية: Artur Barrio‏) هو رسام برازيلي وبرتغالي، ولد في 1 فبراير 1945 في بورتو في البرتغال.